# Нуесес
Нуесес (англ. Nueces) — річка в американському штаті Техас довжиною приблизно 507 км. Осушує район в центральному і південному Техасі, та вливається до Мексиканської затоки. Це найпівденніша головна річка в Техасі на північ від Ріо-Гранде. Назва Nueces означає «горіхи» іспанською мовою; річка названа так через те, що ранні поселенці знаходили численні горіхові дерева уздовж її берегів.
| США | Це незавершена стаття з географії США. Ви можете допомогти проєкту, виправивши або дописавши її. |